# Kyneria
Kyneria é um gênero de traça pertencente à família Arctiidae.